# فرانک میسنر
فرانک میسنر (انگلیسی: Frank Meissner; ۱۹ ژوئیهٔ ۱۸۹۴ – ۱۴ مهٔ ۱۹۶۶) دوچرخه‌سوار اهل ایالات متحده آمریکا بود. وی در بازی‌های المپیک تابستانی ۱۹۱۲ شرکت کرده است.